# Сельское поселение «Хушенгинское»
Се́льское поселе́ние «Хушенгинское» — муниципальное образование в Хилокском районе Забайкальского края Российской Федерации.
Административный центр — село Хушенга.

## История
Статус и границы сельского поселения установлены Законом Читинской области от 19 мая 2004 года «Об установлении границ, наименований вновь образованных муниципальных образований и наделении их статусом сельского, городского поселения в Читинской области».

## Население
| 2010  | 2011  | 2012  | 2013  | 2014  | 2015  | 2016  |
| ----- | ----- | ----- | ----- | ----- | ----- | ----- |
| 1936  | ↘1927 | ↘1897 | ↘1873 | ↘1856 | ↘1831 | ↘1780 |
| 2017  | 2018  | 2019  | 2020  | 2021  |       |       |
| ↘1756 | ↘1729 | ↘1706 | ↘1673 | ↘1452 |       |       |

## Состав сельского поселения
| № | Населённый пункт | Тип населённого пункта       | Население |
| - | ---------------- | ---------------------------- | --------- |
| 1 | Алентуйка        | село                         | ↘130      |
| 2 | Хушенга          | село, административный центр | ↘1519     |